# Graurul lui Meves
Graurul lui Meves (Lamprotornis mevesii) este membru al familiei graurilor, Sturnidae. Se găsește în Angola, Botswana, Malawi, Mozambic, Namibia, Africa de Sud, Zambia și Zimbabwe. Numele său comun și numele binomial latin îl comemorează pe ornitologul german Friederich Wilhelm Meves.

## Galerie

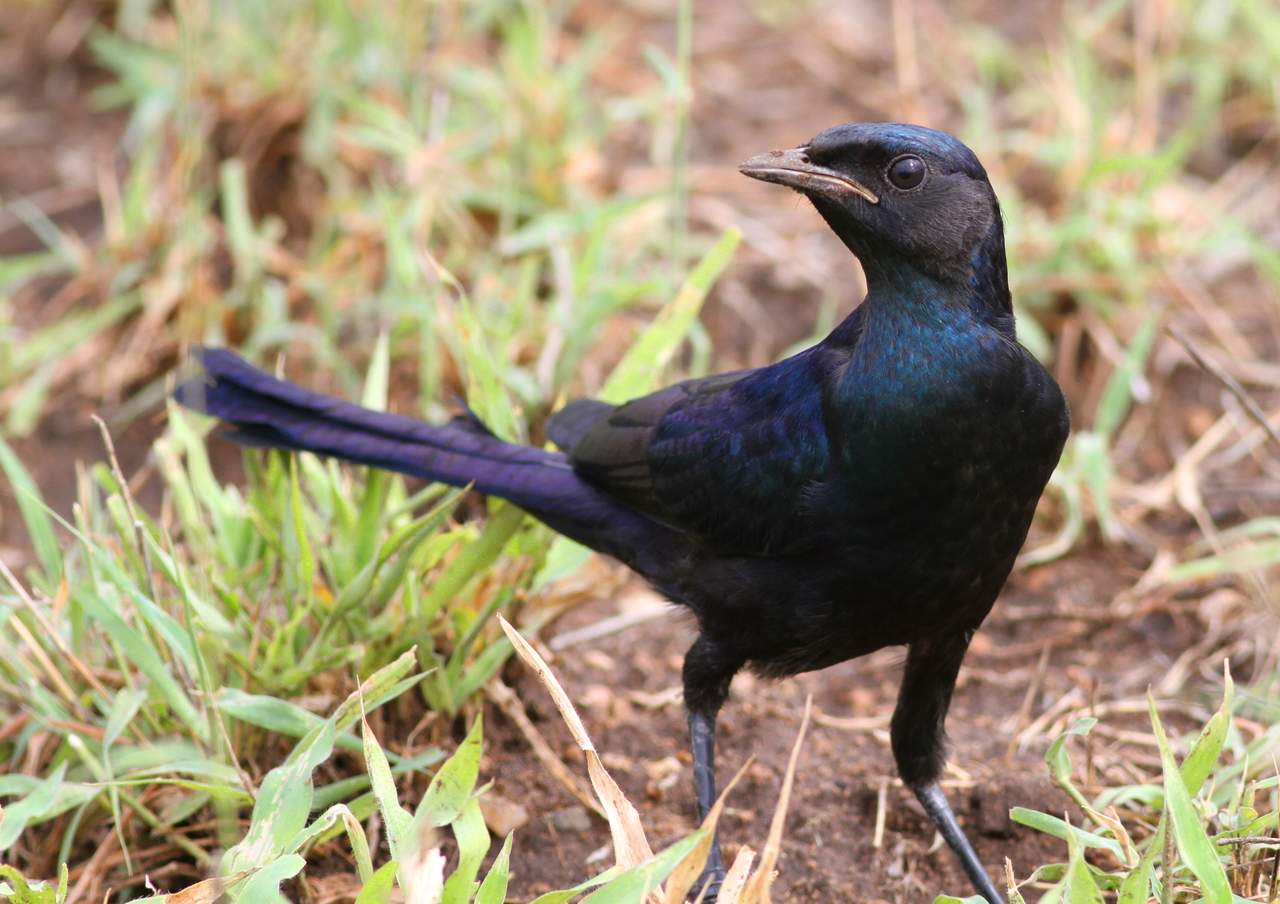
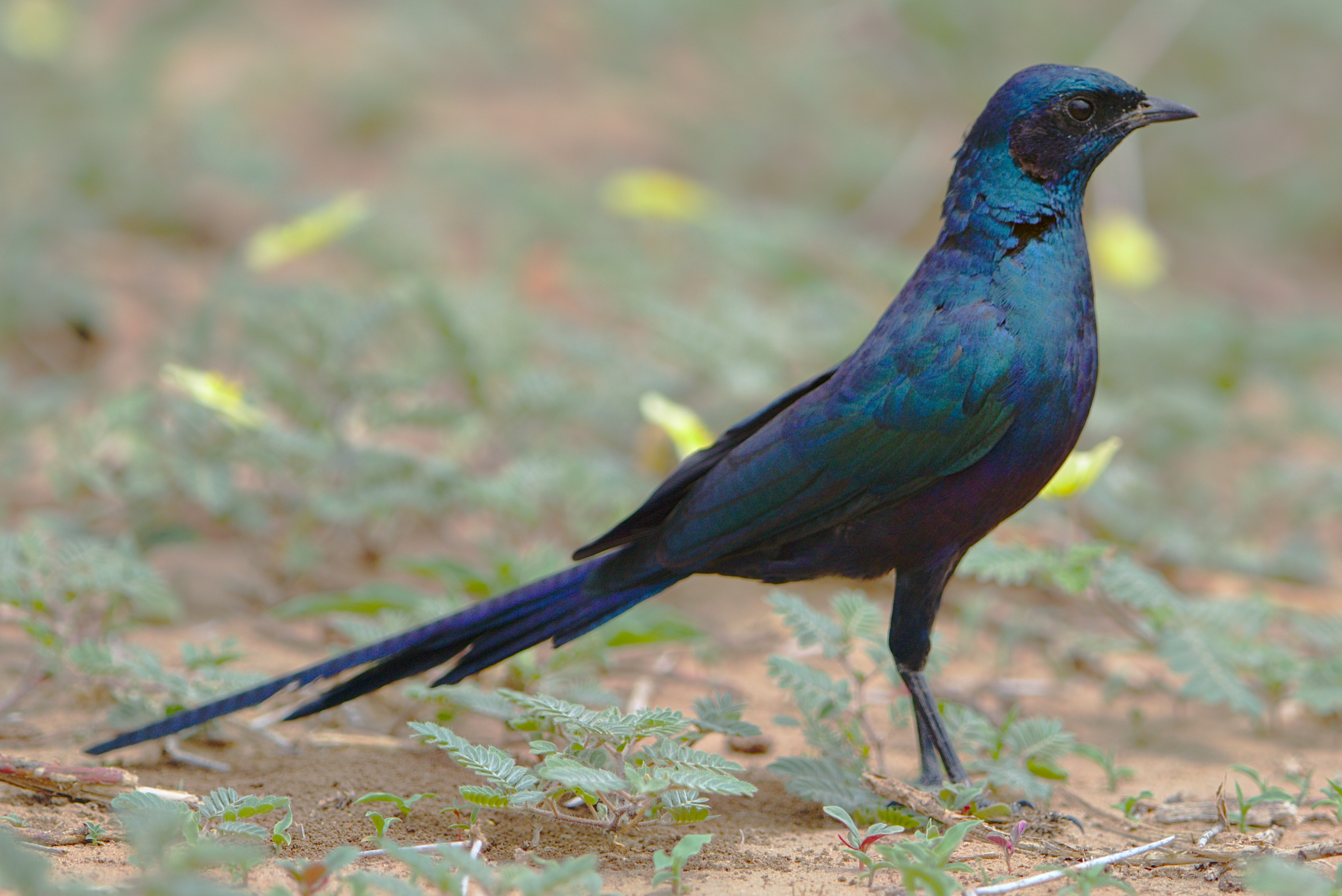
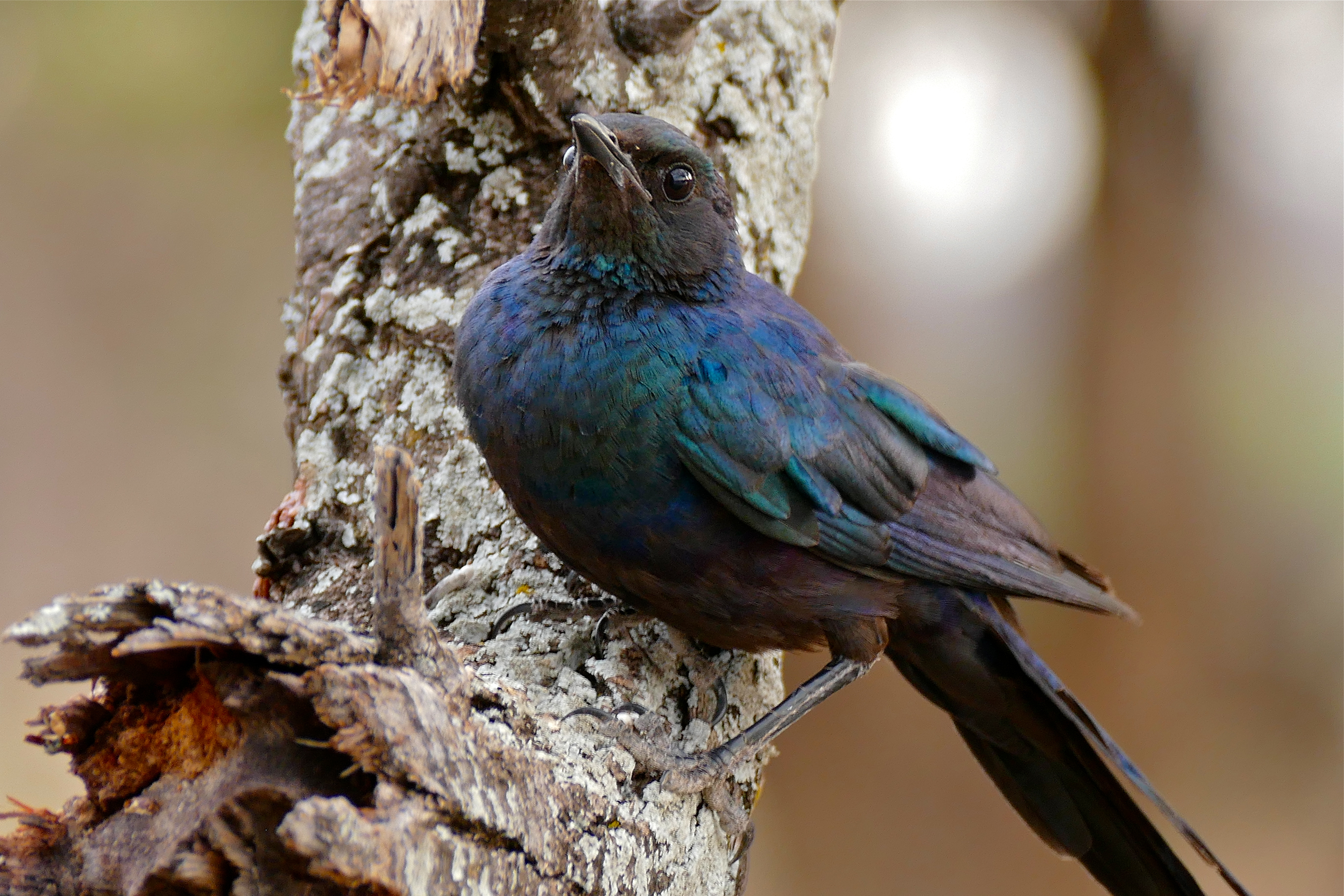
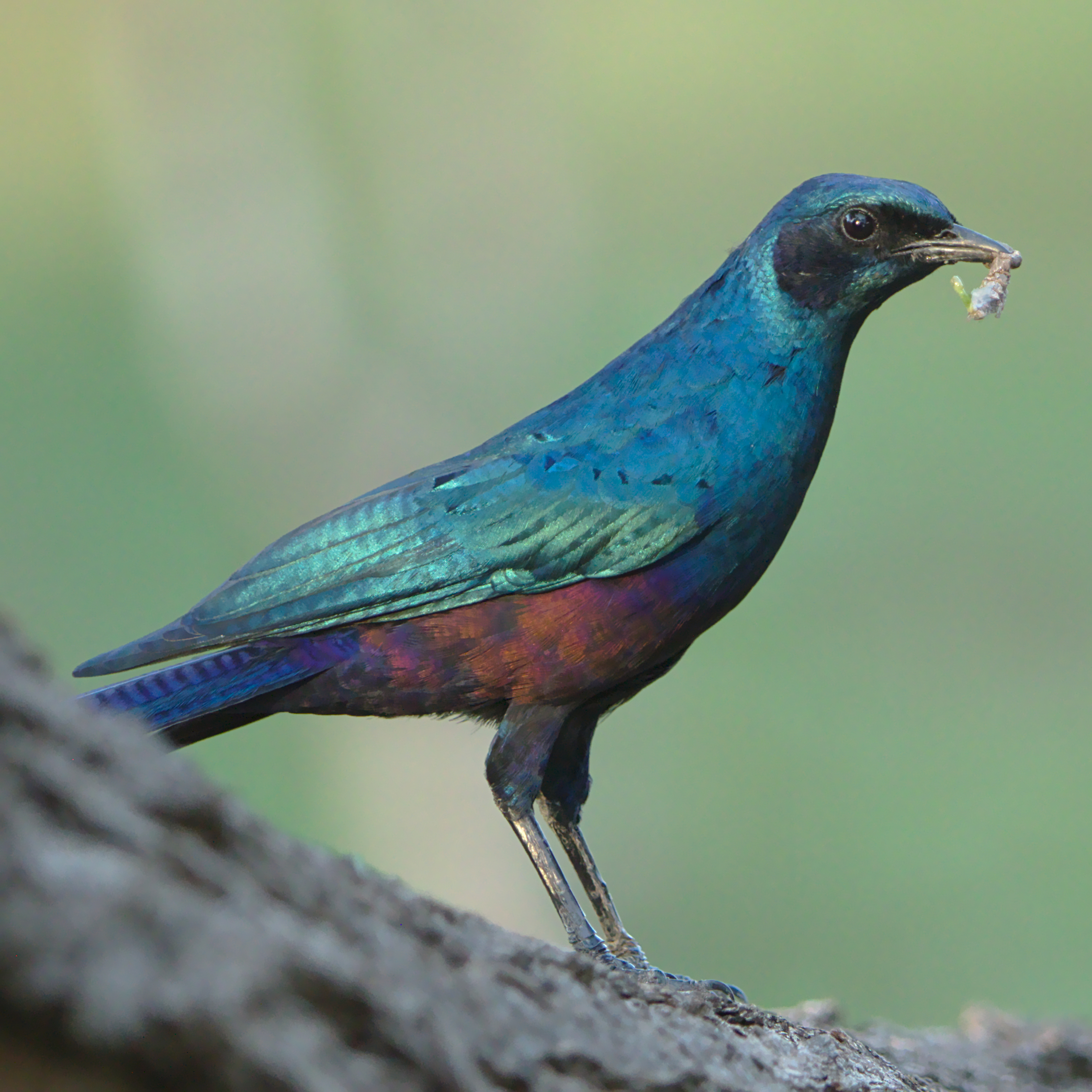
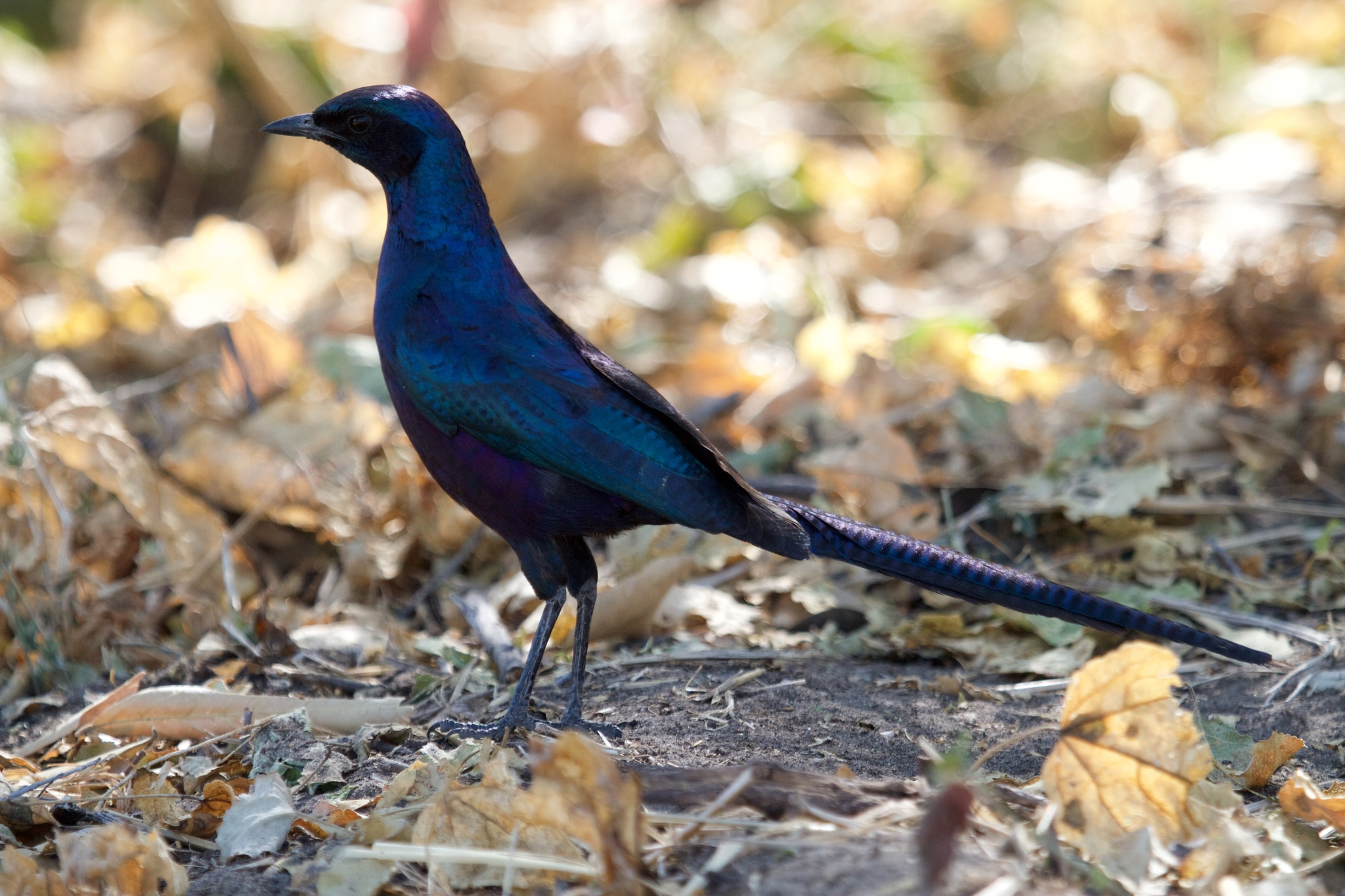
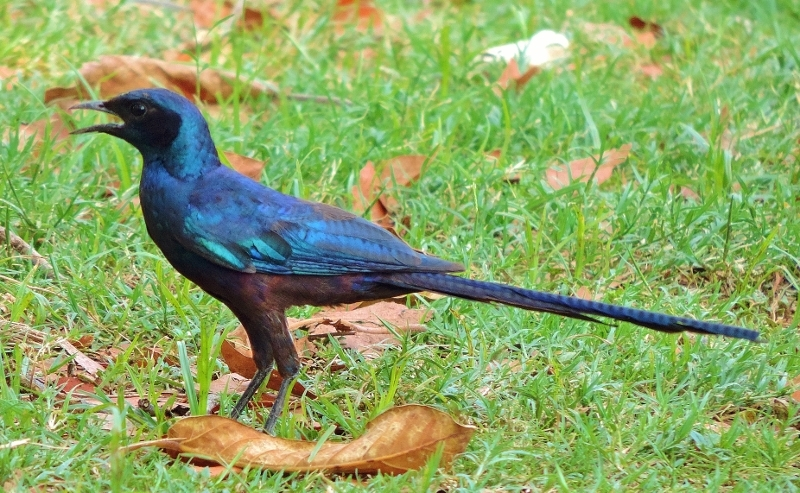